# 巴基斯坦航空部
巴基斯坦航空部（英文：Aviation Division），是由巴基斯坦总理直接领导的巴基斯坦政府部门，为航空主管部长。该部门由联邦航空部长领导，直接通过内阁秘书处向巴基斯坦总理汇报。现任巴基斯坦航空司长是哈桑·纳西尔·贾米（Hassan Nasir Jamy）。该司在其保护伞下与不同的航空相关组织合作，以促进巴基斯坦的航空服务。。

## 管辖机构
- 巴基斯坦民航局： 為监管机构，负责监督和處理巴基斯坦民用航空之事宜。[2]。
- 机场安全部队：負責維持機場的公共及航空安全、職務包括反恐、要員保護及災難支援的初级执法机构[3]。
- 巴基斯坦气象部：負責巴基斯坦全國的預警發佈、防災減災和氣象信息服務工作。此外，該部同時負責巴基斯坦的水文監測、空間氣象預報、天文觀測、氣候監測、航空工程和可再生能源研究工作。
- 巴基斯坦国际航空：巴基斯坦的国际航空公司。